# NCIS: Los Angeles
NCIS: Los Angeles és una sèrie policíaca estatunidenca creada per Shane Brennan i produïda per CBS Televisions Studios. És de gènere fictici i tracta sobre un grup d'agents criminals pertanyents d'una divisió de NCIS amb l'objectiu de capturar delinqüents perillosos que poden posar en risc la seguretat nacional. L'amenaça constant els obliga a portar una vida doble amb múltiples identitats infiltrant-se així en moltes missions i posant la seva vida en risc a primera línia de foc. "G", Callen és un camaleó amb un passat gens clar i que tracta d'esbrinar. El seu company és l'agent especial Sam Hanna que és un ex-SEAL amb múltiples habilitats de combat. L'altra parella d'agents són la Kensi Bly (el pare era un distingit militar assassinat) i Marty Deeks (un enllaç entre la policia, LAPD, i l'NCIS). A la sala de tecnologia tenim l'Eric Beale (cap de
l'equip del Centre d'operacions) i Nell Jones (destacada per la seva perspicàcia). Finalment Hetty, la gerent de l'equip, és una persona que té respostes per tot. La primera emissió consta del dia 22 de setembre de 2009 al canal de televisió CBS als Estats Units.

## Argument
NCIS: Los Angeles és una sèrie dramàtica que es desenvolupa en la mateixa ciutat de Los
Angeles. Molt reeixida als Estats Units es va posicionar com una de les primeres sèries més
vistes amb 18,7 milions d'espectadors. És una seqüela de NCIS: Naval Criminal Investigative Service que mostra l'arriscada feina d'un grup d'agents de l'oficina de
projectes Especials, una divisió especialitzada del "Servei d'Investigació Criminal de la Marina dels Estats Units"[2], que com a objectiu tenen capturar a tots els criminals més temibles y perillosos a partir de l'assassinat de membres de la marina que posen en perill la seguretat
nacional, alhora també investiguen i combaten els grups terroristes, agències estrangeres i grupscriminals que també comprometen molts aspectes de seguretat dels Estats Units[3]. Per fer-ho
sovint s'han de desplaçar a altres països en conflicte bèl·lic com Afganistan[4] i el Sud de l'Àfrica (on l'agent especial Sam Hannah té experiència pel fet de ser un ex-SEAL[5]).
Compten amb la més avançada tecnologia que permet a aquest equip complir els seus
objectius i crear identitats falses que els fan portar vides paral·leles en tot moment. Tenen aliats
desplegats per tot el món que també col·laboren en la "caça i captura "d'aquests criminals tan
perillosos. Fins i tot en alguns casos requereixen transports com portaavions o amfibis de la
Marina[6]que la seva cap "Hetty" s'encarrega d'aconseguir tot el que necessiten per poder
resoldre el cas.
Assassinats, homicidis i aparents suïcidis són alguns dels delits que es dediquen a resoldre els membres de l'organització de l'Oficina de Projectes Especials de l'NCIS i que tindran com a
víctimes oficials d'alt rang, soldats rasos, agents en cobert, civils vinculats a l'Armada[7] i
enginyers de totes classes que participaven en projectes secrets de la Marina.
La desaparició de míssils en entrenaments, llançaments de coets no autoritzats, la recerca de
terroristes escapats de les presons amb màxima seguretat del país són algunes de les situacions
que hauran de resoldre amb la perspicàcia més gran i enginy possible.

## Producció
La productora encarregada d'aquesta sèrie de televisió és CBS Televisions Studios i el productor
executiu (i guionista) Shane Brennan. La CBS[8], 7 d'octubre de 2009 anuncia l'emissió d'una
nova sèries de 22 episodis anomenada NCIS: Los Angeles[9]. Aquest seria el primer spin-off
d'una altra sèrie també produïda per la CBS anomenada Navy NCIS[10, que alhora és un
altre spin-off de JAG[11]. (També produïda per la CBS). D'acord amb l'èxit de la sèrie en els
Estats Units el 4 de novembre de 2009 es va anunciar l'emissió de dos episodis addicionals a
la primera temporada, finalitzant-la amb 24 episodis. A continuació també es va anunciar
l'emissió de la segona temporada.
El 2010 la CBS va decidir rodar-ne una tercera temporada i es va anunciar el 18 de maig de
2011; es va emetre finalment el 20 de setembre del 2011 als EUA. Un mes abans (el 18 d'agost
del 2011) també s'anuncià que la sèrie tindria un crossover amb la sèrie Hawaii 5.0 [12] amb la
participació de Daniela Ruah com a estrella convidada.
Pocs mesos després, el 14 de març de 2012 la CBS va anunciar la renovació de la sèrie per la
seva quarta temporada. S'estrenà el 25 de setembre de 2012. Al 27 de març de 2013 la CBS
anuncià l'emissió d'una cinquena temporada, i es va portar a les pantalles dels Estats Units a finals
d'aquell mateix any, el 24 de setembre de 2013. El 13 de març de 2014 la CBS la va renovar per
una sisena temporada i al maig del 2015 es va estrenar la setena i última temporada de la sèrie
NCIS: Los Angeles.

## Repartiment

### Personatges principals
Chris O'Donnell[13] interpreta a G. Callen. És el cap de l'equip d'operacions especials de
l'NCIS (per sota de Hetty). Els seus companys i amics l'anomenen G, la G significa Grisha, els seus amics no ho saben. Es va criar en famílies d'acollida i en total va estar en 37
centres diferents. A cada família que el destinaven adoptarà una manera de ser diferent, el que
el va convertir en un camaleó nat. A part de l'NCIS també ha treballat a l'FBI[14] i a la CIA[15].
Parla diversos idiomes com: rus, castellà, alemany, polonès, Italià, francès, romanès i txec. En algun episodi esporàdic com en el 1x3 Predator també se l'ha vist llegint àrab.
És el personatge principal de la sèrie perquè la majoria de coses que passen són relacionades
amb ell. Tendeix a anar per lliure (cosa que moltes vegades li retreu el seu company Hanna
cansat que mai li demani ajuda) a causa de la seva incapacitat per confiar amb les persones.
En Sam és qui més es preocupa i encara que ell (G) no ho sàpiga ell el segueix quan decideix
investigar el seu passat per compte propi. Quan era adolescent va ser recaptat per Hetty que li
va oferir una oportunitat a la policia i ell va acceptar.
LL Cool J[14] interpreta a Sam Hanna, company d'en G. És un ex-SEAL retirat del camp de

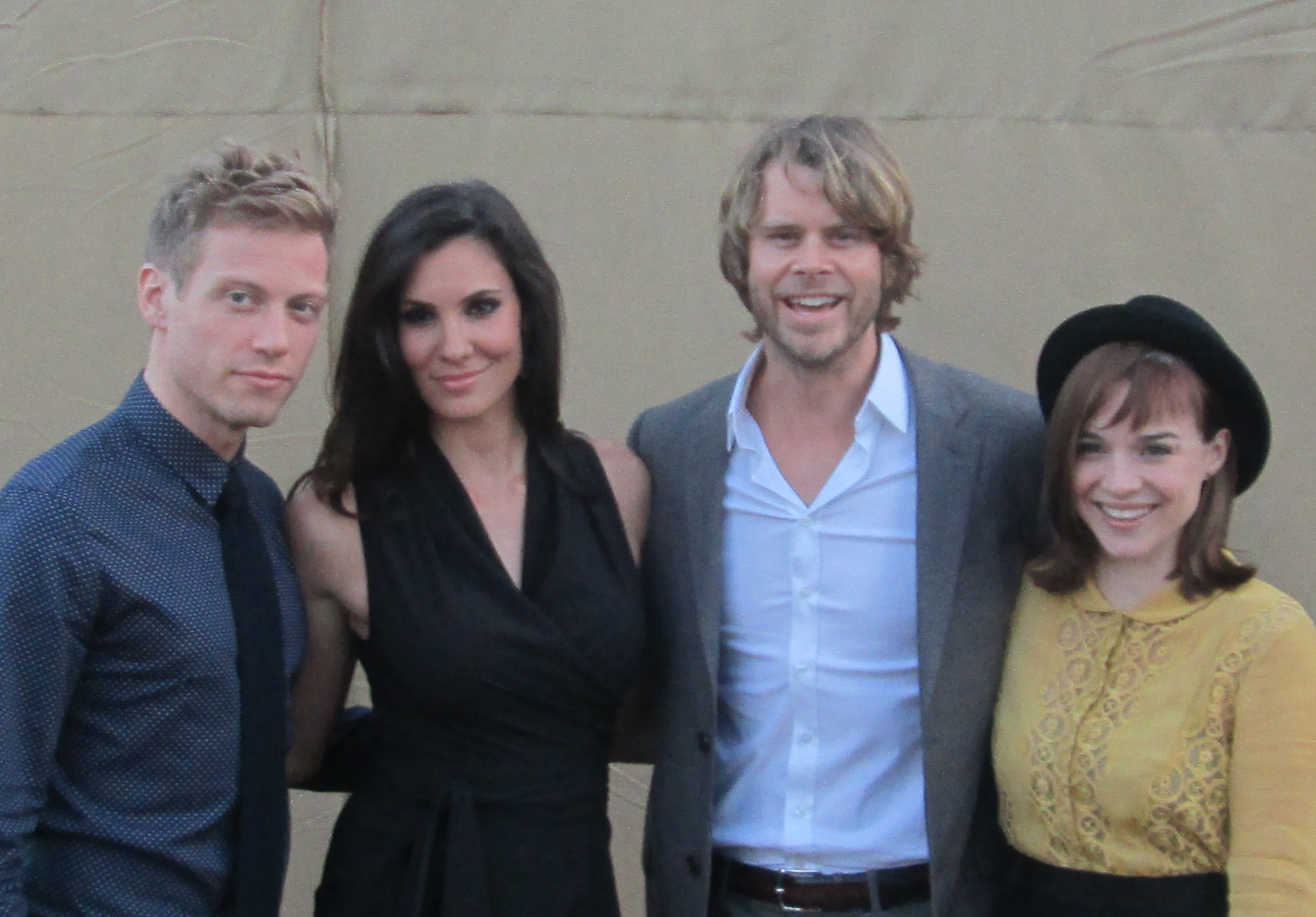
Eric Beale, Kensi Bly, Nell Jones i Marty Deeks

batalla per unir-se a l'NCIS després de combatre en escenaris com Iraq i Afganistan. Va tenir una
formació molt estricta que el va fer marcar la seva forma de treballar i en el seu gran sentit de
l'honor. Desconfia dels sospitosos que no són fidels al seu país i per fora es mostra aspre i
dur. És un protector nat (considerat com un germà gran per tots els membres de l'equip), i això
de vegades li causa més d'un problema. Té un gran secret: al contrari que tots els seus
companys té dona i fills. Aquest secret només el comparteix amb el seu amic G que moltes
vegades és pressionat però ell rebutja tota intenció i no revela el secret del seu company. Parla
espanyol, japonès, àrab i farsi (a més a més d'anglès). Igual que el seu company va tenir una
infància difícil però que no és revelada al llarg de la sèrie.
Eric Christian Olsen[15] interpreta el paper de l'agent Marty Deeks (inspector i oficial) que és
l'enllaç entre la policia (LAPD[16]) i l'equip de Hetty. Alegre, rialler i una mica rondinaire no es
cansa de flirtejar amb la seva companya Kensi Blye, amb la que comparteix la majoria
d'experiències. Té un paper més aviat còmic en l'equip. No té un entrenament especialitzat en
ningun camp (al contrari dels seus altres dos companys procedents de l'exèrcit i la marina).
Tampoc és gaire bo en l'àmbit de la lluita cos a cos però té un talent especial per inventar-se
identitats en el cas d'haver-se d'infiltrar de sobte en algun cas. De vegades fins i tot arriba "ficar
la pota" però sempre (normalment després d'un tiroteig) s'acaba sortint amb la seva.
Després d'haver passat les oposicions i estudiada la llei durant anys és finalment destinat a l'equip
de l'NCIS. Encara que la seva funció és fer d'enllaç, no té molt bona presencia enfront de la policia.
Una singularitat, és que al contrari dels seus companys que porten una pistola SIG Sauler, ell
porta una Beretta 92FS que és la que utilitza la policia de Los Angeles.
Daniela Ruah interpreta a Kensi Blye[17], l'única dona de l'equip fins a la segona temporada. És
lluitadora i molt segura d'ella mateixa. És una peça clau, ja que aporta un toc femení a les
missions i que de vegades fa canviar radicalment un punt de vista en el cas. En ser l'única dona
(agent infiltrada) moltes vegades es veu obligada a fer les missions en les quals una noia ha
d'adoptar una identitat falsa per poder infiltrar-se. Té un passat que no li agrada recordar i que
no comparteix amb quasi ningú, ja que el seu pare era mariner i va ser assassinat en una
important missió militar. És el membre més complex de l'equip i ella mateixa admet que té
problemes amb el compromís i que li agradaria tenir una parella per poder donar la bona nit
cada dia. Kensi parla diversos idiomes com portuguès, francès, anglès i espanyol. També és una
experta en el codi morse[17] i la lectura de llavis.
Igual que la criminòloga Abby Scuito[18] de la sèrie original Navy NCIS, ella té amplis
coneixements en medicina forense. La seva especialització en l'àmbit militar és franctiradora.
Barret Foa[19] interpreta a Eric Beale, un dels dos operadors tècnics i analistes d'aquesta divisió
especial de l'NCIS. És un expert en l'àmbit de l'electrònica i el pirateig i les xarxes socials, en una
ocasió va haver d'apagar Internet per complet perquè no es veiés compromesa la seguretat
nacional. La seva feina és clau, ja que sense aquesta els agents no es podrien comunicar entre
ells, ni infiltrant-se creant registres electrònics fantasmes per la xarxa. Comparteix amb Marty
Deeks una afició pel surf. Sempre li falla el sentit de l'humor i quan intenta fer bromes mai ningú
riu. Té una procedència germana-americana i s'ofèn quan de vegades els seus companys fan
comentaris sobre els alemanys, sempre disculpats per Hetty. Moltes vegades Hetty critica la seva manera de vestir (camisa, pantalons curts i xancletes) però no pren mesures a causa de les grans habilitats de l'Eric. Al principi no congenia molt amb la
seva companya Nell Jones però al final acaben tenint una relació fins i tot amb un punt
romàntic.
Renée Felice Smith[20] interpreta a Nell Jones, una analista d'intel·ligència i comunicacions.
Apareix a partir de la segona temporada quan substitueix al recent difunt Dom. Tot i la seva
joventut ja és llicenciada en la universitat i destaca per la seva hàbil ment i la característica de
poder trobar solucions alternatives a situacions que aparentment semblen impossibles de
resoldre. Té problemes amb la gent que admira, fins al punt d'acabar les frases de l'Eric (cosa
que al principi el fa posar molt nerviós) o interrompre'l quan esta parlant. Parla espanyol amb
fluïdesa i és una experta en Amèrica del Sud. Encara que el seu treball és específic tecnològic
sap manejar una pistola i ho mostra en alguns episodis. Té sentiments romàntics amb l'Eric, cosa
que de vegades es creïn situacions alhora còmiques però incòmodes., també té alguna relació
desconeguda amb Nate Gaz (psicòleg d'unitat).
Linda Hunt[21] interpreta a Henrietta "Hetty" Lange que és la gerent d'aquesta divisió especial
de l'NCIS. Té molts contactes arreu del món i s'encarrega d,'aconseguir als seus agents tot allò
que necessitin en una operació en coberta. És una persona molt formada en un ampli ventall de
temes. Parla rus, alemany, mandarí, espanyol, txec, romanès, hebreu, àrab, hongarès i paixtu. És
experta en arts marcials com el Hapkido[22], Wush i Esgrima[23]. Fins i tot té una medalla
olímpica competint l'any 1964 als jocs de Tòquio, Japó. És pilot, novel·lista i té diferents
distincions i medalles en la CIA i la DEA[24]. Tot i la seva baixa estatura és molt respectada per
tots els membres de l'equip que segueixen fidels totes les seves ordres.
Per fora és aspre i dura i no tolera les ximpleries però sent un especial afecte per aquest equip. L'afecten molt la mort dels seus agents, fent-la renunciar (encara que després tornaria) com la de l'agent Sullivan l'any 1999 i l'agent Dominic Vail el 2012. Com a curiositat és una amant del te i
cada vegada que els seus agents són destinats a Afganistan aprova la missió perquè li puguin
portar te originari del país.

### Personatges secundaris
Rocky Carroll[25] interpreta a Leon Vence, el director d'aquesta divisió de l'NCIS a la Casa blanca.
De vegades truca ell mateix per videoconferència a l'oficina per comunicar els casos més
importants o delicats. Té una antiga relació amb l'Eric.
Miguel Ferrer[26] interpreta a Owen Granjer l'assistent del director Vence a l'oficina de
projectes especials de l'NCIS. Sabem molt poques coses d'ell, però en un passat va ser
company de Hetty en el camp de batalla.
Peter Cambor[27] interpreta en Nate Gaz fent de psicòleg de la unitat. Coneix la majoria de
secrets de tots els agents però sempre ha volgut aspirar una mica més d'acció en la seva vida.
És llavors, quan Hetty el destina en diferents missions en cobert i deixa de participar tan sovint
en la sèrie. Fa aparicions esporàdiques com per exemple en la tercera temporada on els agents
de l'NCIS i ell es troben en una missió i col·laboren junts.

### Antics personatges
[http://Adam%20Jamal%20Craig%5BEnllaç+no+actiu%5D Adam Jamal Craig[28]] interpreta a Dom, un novell que s'inicia com a company de la Kensi però
que resulta segrestat i mort entre la primera i la segona temporada. Un dels segrestadors és un
nen d'origen africà adoptat pel Hanna, però que es va apartar del seu costat en saber que ell va
ser qui va matar el seu pare. Tot seguit és captat per un islamista radicalitzat i com a venjança
segresten en Dom durant dos mesos. Finalment en la missió de rescat en Dom queda ferit de
mort per protegir el seu company Hanna i mor en les mans dels seus companys en mig de
llàgrimes i sentiments de culpabilitat i llàstima.

### Aparicions especials
Pauley Perrete[29] interpreta a Abby Scuito (original de la sèrie Navy NCIS) com a estrella
invitava en la temporada 1. És una especialista forense amb la qual necessiten contactar en un
episodi.
Brian Avers interpreta a Mike Rekno, un personatge recurrent en les temporades 1 i 3 que
utilitzen com a reforç en algunes missions.
David Dayan Fisher[30] interpreta a Trent Kort, un agent de la CIA que també apareix en sèrie
original al Navy NCIS. És una estrella invitada en la temporada 1.
Kathleen Rose Perkins[31] interpreta a Rose Schwartz, una forense de Los Angeles bastant
recurrent en la temporada 1,2,3,4.
Claire Forlani[32] interpreta a Lauren Hunter durant el temps que Hetty renuncia al seu lloc de
treball però després en G la convenç perquè torni. Durant aquest temps ella és la directora
d'operacions. Això succeeix a finals de la temporada 2 i a principis de la temporada 3.

## Col·laboracions
NCIS: Los Angeles, a part de ser un spin-off de la sèrie original Navy NCIS ha fet una
col·laboració o crossover amb la sèrie Hawaii 5.0 a la tercera temporada o podem observar que
els protagonistes de NCIS (G Callen i Sam Hanna) tenen un enemic en comú amb la divisió
especial de Hawaii 5.0 protagonitzat per Steve McGarrett. Durant aquest episodi resolen
junts un cas que finalment tindrà una repercussió tant a Los Angeles com a Hawaii.

## Temporades i capítols

### 1. Temporada 1-Capítols
Ep. 24: Callen, G
Ep. 23: Al descobert
Ep. 22: Caçat
Ep. 21: Trobat
Ep. 20: Fama
Ep. 19: faixador
Ep. 18: Vincles de sang
Ep. 17: A tot gas
Ep. 16: Chinatown
Ep. 15: Atracament al banc
Ep. 14: DL50
Ep. 13: Missing
Ep. 12: Vides passades
Ep. 11: La bretxa
Ep. 10: Sofre
Ep. 9: Atzar calculat
Ep. 8: Emboscada
Ep. 7: Viatge al passat
Ep. 6: Viure el moment
Ep. 5: Un tret precís
Ep. 4: Buscar i destruir
Ep. 3: Predator
Ep. 2: L'únic dia fàcil
Ep. 1: Identitat

### 2. Temporada 2 -Capítols
Ep. 24: Família
Ep. 23: Impostores
Ep. 22: Pla B
Ep. 21: Enginyer aeroespacial
Ep. 20: El treball
Ep. 19: Enemic intern
Ep. 18: Perill
Ep. 17: Personal
Ep. 16: Buirac buit
Ep. 15: Soldadets de plom
Ep. 14: Tancament
Ep. 13: Arcàngel
Ep. 12: Observació
Ep. 11: Trastorn
Ep. 10: Alliberament
Ep. 9: Absolució
Ep. 8: Recompensa
Ep. 7: Anònim
Ep. 6: Sense sortida
Ep. 5: Angelets
Ep. 4: Lliurament especial
Ep. 3: Límits
Ep. 2: La vídua negra
Ep. 1: Tràfic humà

### 3. Temporada 3- Capítols
Ep. 24: A cegues (Part 2)
Ep. 23: A cegues (Part 1)
Ep. 22: Els vigilants del barri
Ep. 21: El toc de la mort
Ep. 20: Actes patriòtics
Ep. 19: Venjança
Ep. 18: El drac i la fada
Ep. 17: Blye, K. - Part 2
Ep. 16: Blye, K. - Part 1
Ep. 15: Crimeleon
Ep. 14: Companys
Ep. 13: Estratègia de sortida
Ep. 12: Els vigilants
Ep. 11: Major potència
Ep. 10: El deute
Ep. 9: Traïció
Ep. 8: Cobdícia
Ep. 7: Honor
Ep. 6: Llop solitari
Ep. 5: Sacrifici
Ep. 4: Tancament d'edició
Ep. 3: Ocultació
Ep. 2: ciberatac
Ep. 1: Lange H

### 4. Temporada 4- Capítols
Ep. 24: Descent
Ep. 23: Parley
Ep. 22: Raven & the Swans
Ep. 21: Resurrection
Ep. 20: Purity
Ep. 19: Xarxa - Part 2
Ep. 18: Xarxa - Part 1
Ep. 17: Wanted
Ep. 16: Lohkay
Ep. 15: History
Ep. 14: Kill House
Ep. 13: The Chosen One
Ep. 12: Paper Soldiers
Ep. 11: Drive
Ep. 10: Free Ride
Ep. 9: The Gold Standard
Ep. 8: Collateral
Ep. 7: Skin Deep
Ep. 6: Rude Awakenings - Part 2
Ep. 5: Out of the Past
Ep. 4: Dead Body Politic
Ep. 3: The Fifth Man
Ep. 2: The Recruit
Ep. 1: Endgame

### 5. Temporada 5- Capítols
Ep. 24 : Deep Trouble
Ep. 23 : Exposure
Ep. 22 : One More Chance
Ep. 21 : Three Hearts
Ep. 20 : Windfall
Ep. 19 : Spoils of War
Ep. 18 : Zero Days
Ep. 17 : Between the Lines
Ep. 16 : Fish Out of Water
Ep. 15 : Tuhon
Ep. 14 : War Cries
Ep. 13 : Allegiance
Ep. 12 : Merry Evasion
Ep. 11 : Iron Curtain Rising
Ep. 10 : The Frozen Lake
Ep. 9 : Recovery
Ep. 8 : Fallout
Ep. 7 : The Livelong Day
Ep. 6 : Big Brother
Ep. 5 : Unwritten Rule
Ep. 4 : Reznikov, N
Ep. 3 : Omni
Ep. 2 : Impact
Ep. 1 : Ascension

### 6. Temporada 6-Capítols
Ep. 1: Profundamente grave (II
Ep. 2: Inelegant Heart
Ep. 3: Praesidiu
Ep. 4: The 3rd Choi
Ep. 5: Black Budget
Ep. 6: SEAL Hunter
Ep. 7: Leipei
Ep. 8: The Grey Man 
Ep. 9: Traitor
Ep.10: Reign Fall
Ep. 11: Humbug
Ep. 12: Spiral
Ep. 13: In the Line of Duty
Ep. 14: Black Wind
Ep. 15: Forest for the Trees
Ep. 16: Expiration Date
Ep. 17: Savoir Faire
Ep. 18: Fighting Shadows
Ep. 19: Blaze of Glory
Ep. 20: Rage
Ep. 16:Beacon
Ep. 17: Field of Fire
Ep. 18: Kolchek, A.
Ep. 19: Chernoff, K.

### 7. Temporada 7- Capítols
Ep. 1: Active Measures
Ep. 2: Citadel
Ep. 3: Driving Miss Diaz
Ep. 4: Command & Control
Ep. 5: Blame It on Rio
Ep. 6: Unspoken
Ep. 7: An Unlocked Mind
Ep. 8: The Long Goodbye
Ep. 9: Defectors
Ep. 10: Internal Affairs
Ep. 11: Cancel Christmas
Ep. 12: Core Values
Ep. 13: Angels & Daemons
Ep. 14: Come Back
Ep. 15: Matryoshka
Ep. 16: Matryoshka, Part 2
Ep. 17: Revenge Deferred
Ep. 18: Exchange Rate
Ep. 19: The Seventh Child
Ep. 20: Seoul Man
Ep. 21: Head of the Snake
Ep. 22: Granger, O.
Ep. 23: Where There's Smoke...
Ep. 24: Talion

## Premis i nominacions

### Premi Teen Choice a l'Actriu d'acció- Televisió
L'any 2010 l'actriu Daniela Ruah va ser nominada al premi Teen Choice a l'Actriu d'acció-Televisió interpretant el paper de Kensi Bly. Finalment va acabar guanyant Yvonne Strahovski
amb el seu paper a Chuck.
El següent any, el 2011, Linda Hut va ser nominada i guanyadora d'aquest premi interpretant el
paper de Henrietta "Hetty" Larnge. El 2012 va tornar a ser nominada i guanyadora interpretant
el mateix personatge en la sèrie de televisió NCIS: Los Angeles.

### Premi Teen Choice a l'actor d'Acció-Televisió
Igual que Danela Ruah, LL Cool J va ser nominat però no guanyador l'any 2010 pels premis
Teen Choice a l'Actor d'acció-Televisió. Va estar també nominat els anys 2011 i 2012 fins que el 2013 va ser nominat i guanyador pel seu paper de Sam Hanna en la sèrie de televisió NCIS: Los
Angeles.

### Premi Teen Coice al millor Xou d'Acció de Televisió
L'any 2010 aquesta sèrie va estar nominada i guanyadora del premi Teen Choice al millorXou d'Acció de Televisió. Va mantenir aquesta posició durant el següent any, però el 2012 va ser
desbancat per CSI: Miami. No obstant l'any 2013 es va tornar a posicionar en primer lloc.

### NAACP Image Award al Millor Actor en una Sèrie Dramàtica[34]
Durant els anys 2012,2013 i 2014 LL Cool J va ser el guanyador del premi NAACP Image AwardActor en una Sèrie Dramàticainterpretant el paper de Sam Hanna. L'any 2015 i 2016 va estar
nominat però no va aconseguir ésser el guanyador d'aquest concurs.